# Jean Vincent
Jean Vincent (* 29. November 1930 in Labeuvrière/Nord; † 13. August 2013 in Nantes) war ein französischer Fußballspieler und -trainer.

## Spielerkarriere
Der schnelle und treffsichere Linksaußen, der während der Jugendzeit für die Amateurklubs ES Labeuvrière und US Auchel spielte und u. a. zusammen mit dem gleichaltrigen Raymond Kopaszewski Stammspieler in der nordfranzösischen Jugend-Regionalauswahl war, begann seine Karriere als Profi in der Saison 1950/51 bei Olympique Lille, dem großen Verein aus seiner Heimat, in der höchsten Spielklasse, der Division 1. 1951 wurde er dort trotz der Konkurrenz eines Jean Lechantre Stammspieler und gewann mit den Lillois 1953 den Pokalwettbewerb, 1954 die Meisterschaft und 1955 erneut den Pokal. Bereits 1953 war er auch erstmals in die Nationalmannschaft und 1955 in die Europaauswahl („Rest des Kontinents“), die England schlagen konnte, berufen worden.
Mitte 1956 holte Trainer Albert Batteux ihn zu Stade de Reims, das wenige Wochen vorher im ersten Finale des Europapokals gestanden hatte. Zusammen mit den Nationalspielern Just Fontaine, Roger Piantoni und René Bliard bildete Jean Vincent eine Angriffsformation, die bis in die frühen 1960er Jahre hinein zu den allerbesten in Europa gehörte (und in die 1959 auch noch Raymond Kopa zurückkehrte). Stade Reims war in Frankreich nahezu konkurrenzlos: mit dieser „Übermannschaft“ wurde Vincent 1958, 1960 und 1962 Landes-, dazu 1963 Vizemeister, gewann 1958 zudem Pokal (Coupe de France) und Supercup und erreichte 1959 erneut das Europapokalendspiel. Auch das Grundgerüst der Nationalelf, die 1958 Weltmeisterschafts-Dritter wurde, bildeten Spieler aus Reims: zu den genannten Offensivkräften kamen insbesondere die Abwehrspieler Robert Jonquet, Roger Marche und Armand Penverne als feste Größen der Bleus hinzu. 1961 beendete Jean Vincent seine internationale, 1964 auch seine Vereinskarriere als Spieler.

### Stationen als Spieler
- Union Sportive d'Auchel (bis 1950)
- Olympique Lille (1950–1956)
- Stade de Reims (1956–1964)

### Nationalspieler
Bereits 1949 war Jean Vincent mit der französischen A-Jugend-Nationalelf in Amsterdam Junioren-Europameister geworden. Zwischen Dezember 1953 und Oktober 1961 spielte er insgesamt 46-mal in der Équipe Tricolore (12 Spiele für Lille, 34 für Reims) und erzielte dabei 22 Tore. Bei fünf dieser Länderspiele war er auch Mannschaftskapitän. Er nahm an den Weltmeisterschaftsendrunden in der Schweiz (1954) und in Schweden (1958) teil (acht Einsätze, zwei Tore), wurde dabei 1958 mit Frankreich WM-Dritter und stürmte auch noch bei der Fußball-Europameisterschaft 1960 (zwei Spiele, ein Tor).

## Vincent als Trainer
Nach seiner außerordentlich erfolgreichen aktiven Zeit arbeitete Jean Vincent sehr lange und auf ähnlich hohem Niveau als Fußballlehrer. Insbesondere seine Zeit beim FC Nantes (zweimal französischer Meister, einmal Pokalsieger, mit einer 60%igen Siegquote) bis 1982 und die Teilnahme als Nationaltrainer Kameruns bei der Fußball-Weltmeisterschaft 1982 (der WM-Neuling schied ungeschlagen nach der Vorrunde aus) sind bleibende Erinnerungen daran, dass Vincent auf beiden Seiten der Außenlinie ein vorzügliches Bild abgab. 1980 wurde er zum Trainer des Jahres gewählt. Sein Ex-Trainer in Verein und Nationalmannschaft, Albert Batteux, antwortete schon um 1970 auf die Frage von Journalisten, welcher aller von ihm betreuten Spieler den besten Trainer abgeben würde, ohne zu zögern: „Jean Vincent, weil er derjenige ist, der den Fußball am besten beobachtet“.
Nach seiner letzten Station als tunesischer Nationaltrainer baute er eine Fußballschule für Jugendliche auf, die ab 1995 vom FC Nantes fortgeführt wurde. Jean Vincent lebte als Rentner in Saint-Brevin-les-Pins an der Loire-Mündung.

### Stationen als Trainer
- SM Caen
- FC La Chaux-de-Fonds (Schweiz)
- SC Bastia (bis Dezember 1971)
- FC Lorient
- FC Nantes (1976–März 1982)
- Nationaltrainer Kameruns
- Stade Rennes (für zwei Saisons)
- Wydad Casablanca (Marokko)
- Nationaltrainer Tunesiens

## Palmarès

### Als Spieler
- Champion de France: 1954 (mit Lille), 1958, 1960, 1962 (mit Reims)
- Gewinner der Coupe de France: 1953, 1955 (mit Lille), 1958 (mit Reims)
- Superpokalgewinner (Challenge des Champions): 1958, 1960 (mit Reims)
- Europapokale: Finalist des Landesmeisterpokals: 1959 (mit Reims)
- 46 A-Länderspiele, 22 Tore
- Teilnehmer der Fußball-Weltmeisterschaft 1954, der Fußball-Weltmeisterschaft 1958 (dort WM-Dritter) sowie der Fußball-Europameisterschaft 1960; bei allen drei Turnieren in sämtlichen Spielen der Équipe Tricolore eingesetzt
- 421 Einsätze und 119 Tore in der D1 (154/51 für Lille, 267/68 für Reims)

### Als Trainer
- Französischer Meister: 1977, 1980 (und Vizemeister 1978 und 1979, mit Nantes)
- Französischer Pokalsieger: 1979 (mit Nantes)
- Marokkanischer Meister: 1986 (mit Wydad Casablanca)
- Teilnehmer der Fußball-Weltmeisterschaft 1982 mit Kamerun
- Französischer Trainer des Jahres: 1980